# Sutton, Peterborough
Sutton är en ort och civil parish i Storbritannien.   Den ligger i kommunen City of Peterborough i riksdelen England, i den sydöstra delen av landet, 120 km norr om huvudstaden London. Orten har 196 invånare (2011).